# 雄安轨道交通R1线
雄安轨道交通R1线（机场快线），又称京雄快线，是河北雄安新区“一干多支”轨道快线的主干线，东西向串联雄安新区起步区五个组团。出起步区向东经雄县组团、雄安站至大兴国际机场，与北京地铁大兴机场线贯通运营。向西经寨里组团、臧村镇至保定东站，并预留与保定规划的城市轨道交通衔接条件。R1线同时设计了通往徐水、白沟、霸州的多条支线。2020年6月，R1线先期实施段开工建设。R1线一期工程预计2026年开通运营。

## 概述

### 一期工程（大兴机场-雄安航站楼）
R1线一期工程北起位于北京大兴国际机场北航站楼的大兴机场站，南至雄安航站楼站，全长86.21km，其中高架段65.38km，U型槽及过渡段1.08km，地下段19.75km。新增车站8座，其中正线7座车站分别为：永清临空站、霸州开发区站、雄安站、雄州站、第五组团站、金融岛站、雄安航站楼站；另在车辆段设一座支线上的地面车站（昝岗站）。其中廊坊境内设站2座，雄安新区设站5座；设置车辆段1座（出入段线由雄安站北侧接轨）。雄安航站楼站、金融岛站、第五组团站为地下车站，其余4座为高架车站。
一期工程共设置主变电所三处，分别位于雄州站西侧（雄县主所）、霸州开发区-雄安站区间（雄霸区间主所）和永清临空站北（永清主所）。

### 延伸工程（雄安航站楼-保定东）
R1线延伸至保定东站工程线路西起保定东站，东至雄安航站楼站，全长39.9km（其中雄安新区段20km，保定段19.9km）。除新区起步区范围内及保定东站段之外基本采用高架敷设方式，全线设停车场一座。西段6座车站分别为：三组团站、二组团站、一组团站、寨里站、大因镇站、保定东站。该规划计划在十四五期间完成。

### 投资方式
该线路由河北、北京两地政府投资建设运营，可由两地政府根据客流量、出行需求等特征，自行选择车辆配置和运营组织方案，最大程度满足旅客出行需求，实现灵活调度；可由两地政府根据经营模式、社会经济情况等研究制定票价，实现灵活调价。该线路与城市轨道网和各类公共交通无缝衔接，为两地居民提供随到随走，“在北京生活雄安办公，在雄安生活北京办公”的同城化轨道交通服务。

### 周边影响
机场快线（R1线）与北京地铁大兴机场线贯通运行，直接接入北京城市轨道交通网，可从雄安新区直达北京金融街和丽泽金融商务区，形成两地城市核心区的直接快速联系。通过与北京丽泽商务区的4条轨道线、草桥的2条轨道线换乘，雄安新区可紧密连接北京城市轨道交通网，直接覆盖北京非首都功能疏解区域；实现雄安新区起步区至北京CBD、金融街、中关村“一小时”通达目标。
R1线实现了起步区快速联系外围组团和区域重大枢纽，提高了新区对周边腹地的辐射带动能力。“一干多支”轨道快线网构成了新区与周边地区快速联系的区域网，极大方便新区及周边地区相互的轨道交通出行。

## 车站列表
| 站名                         | 里程 （米）                  | 站间距 （米）                | 换乘                                                | 行政区                       | 行政区                       | 开通日期                     | 站台设计                     | 开门方向                     |
| ↑直通北京地铁 大兴机场线运行 | ↑直通北京地铁 大兴机场线运行 | ↑直通北京地铁 大兴机场线运行 | ↑直通北京地铁 大兴机场线运行                        | ↑直通北京地铁 大兴机场线运行 | ↑直通北京地铁 大兴机场线运行 | ↑直通北京地铁 大兴机场线运行 | ↑直通北京地铁 大兴机场线运行 | ↑直通北京地铁 大兴机场线运行 |
| ---------------------------- | ---------------------------- | ---------------------------- | --------------------------------------------------- | ---------------------------- | ---------------------------- | ---------------------------- | ---------------------------- | ---------------------------- |
| 永清临空站                   |                              |                              |                                                     | 廊坊市                       | 永清县                       |                              | 高架                         |                              |
| 霸州开发区站                 |                              |                              |                                                     | 廊坊市                       | 霸州市                       |                              | 高架                         |                              |
| 雄安站                       |                              |                              | 京雄城际铁路 京雄商高速铁路（建设中） R1线支线 M1线 | 保定市                       | 雄安新区                     |                              | 高架                         |                              |
| 雄州站                       |                              |                              | R1线支线                                            | 保定市                       | 雄安新区                     |                              | 高架                         |                              |
| 第五组团站                   |                              |                              | M3线                                                | 保定市                       | 雄安新区                     |                              | 地下                         |                              |
| 金融岛站                     |                              |                              | M5线                                                | 保定市                       | 雄安新区                     |                              | 地下                         |                              |
| 雄安航站楼站                 |                              |                              | 雄忻高速铁路（建设中） M1线 M2线                    | 保定市                       | 雄安新区                     |                              | 地下                         |                              |
| 三组团站                     |                              |                              |                                                     | 保定市                       | 雄安新区                     |                              | 地下                         |                              |
| 二组团站                     |                              |                              |                                                     | 保定市                       | 雄安新区                     |                              | 地下                         |                              |
| 一组团站                     |                              |                              |                                                     | 保定市                       | 雄安新区                     |                              | 地下                         |                              |
| 寨里站                       |                              |                              |                                                     | 保定市                       | 雄安新区                     |                              | 高架                         |                              |
| 大因镇站                     |                              |                              |                                                     | 保定市                       | 徐水区                       |                              | 高架                         |                              |
| 保定东站                     |                              |                              | 京广高速铁路 津保铁路                               | 保定市                       | 清苑区                       |                              | 地下                         |                              |

## 历史
- 2018年底，《国务院关于河北雄安新区总体规划（2018—2035年）的批复》中提到，要加快建立连接雄安新区与京津及周边其他城市、北京大兴国际机场之间的轨道和公路交通网络。[23]
- 2019年7月17日，中国雄安集团发布《雄安至北京大兴国际机场快线（R1线）工程可行性研究报告咨询服务项目比选公告》。[24]
- 2019年8月19日，河北省政府新闻办雄安新区专场新闻发布会上介绍，R1线已开展工程可行性报告编制工作，准备进入立项程序，力争2019年年底开工建设。[25]
- 2019年8月29日，保定市发展和改革委员会发布《R1线延伸至保定东站工程可行性研究报告咨询服务项目公告》。[26]
- 2019年9月17日，中国雄安集团招标采购管理平台发布《雄安至北京大兴国际机场快线（R1线）项目用地预审及规划选址咨询服务采购公告》。[27]
- 2019年11月12日，中国雄安集团官网发布《雄安新区至北京大兴国际机场快线项目先期实施段勘察设计公开比选公告》。[18]
- 2019年11月19日，雄安新区至北京大兴国际机场快线项目先期实施段勘察设计中标公告发布。[28]
- 2019年11月29日，中国雄安集团官网发布《雄安新区至北京大兴国际机场快线项目先期实施段施工总承包招标公告》。[29]
- 2020年2月27日，《R1线延伸至保定东站工程社会稳定风险分析公示》发布。[4]
- 2020年3月5日，《雄安至北京大兴国际机场快线（R1线）工程社会稳定风险分析公示》发布。[3]
- 2020年3月20日，雄安新区至北京大兴国际机场快线项目先期实施段工程质量检验检测采购公告发布。[30]
- 2020年3月30日，雄安新区至北京大兴国际机场快线项目先期实施段工程质量检验检测中标公告发布。[31]
- 2020年6月24日，雄安至北京大兴国际机场快线（R1线）工程环境影响评价第一次公示发布。[6]
- 2020年6月，R1线先期实施段开工建设。[16]
- 2020年7月3日，雄安新区至北京大兴国际机场快线项目勘察监理、设计咨询中标结果公示发布。[32]
- 2020年8月，雄安至北京大兴国际机场快线（R1线）工程环境影响报告书（征求意见稿）发布。[21]
- 2020年11月，R1线先期实施段桥梁下部工程全面完工。[16]
- 2020年12月25日，雄安新区至北京大兴国际机场快线（R1线）工程环境影响报告书全本公示[33]。12月31日，施工总承包招标公告发布。[34]
- 2021年，R1线部分开工[1][2]。
- 2022年7月27日，本线在雄安新区内的首台盾构机“雄安一号”始发[35]，另外三台盾构机则于2022年9月中旬前相继始发[13]。
- 2023年4月16日，“雄安三号”盾构机在第五组团站至高架起点6号明挖区间接收，由此形成雄安新区首条盾构隧道[36]。此后“雄安四号”、“雄安一号”、“雄安二号”盾构机分别于5月19日、5月21日和6月16日顺利接收[37][38][13]。
- 2023年12月5日，一期终点雄安航站楼站主体结构封顶[39]。
- 2023年12月27日，负责京雄快线永清临空站至大兴机场站北段盾构区间左线掘进任务的“雄安七号”盾构机始发[40]，负责该区间右线的“雄安八号”盾构机则于2024年2月5日始发[41]。
- 2023年12月30日，京雄快线项目全线箱梁架设工作完成[42]。
- 2024年2月1日，昝岗车辆基地联合检修库封顶[43]。
- 2025年1月24日，雄安京雄快轨有限公司成立。
- 2025年8月14日，中国雄安集团京雄快轨公司与北京市轨道交通运营管理有限公司签署《雄安新区至北京大兴国际机场快线项目委托运营协议》，意味着该项目正式委托北京轨道运营（亦即北京地铁大兴机场线的运营方）负责整体运营[44]。

## 车辆
雄安至北京大兴国际机场快线（R1线）将与北京地铁大兴机场线贯通运营，使用8节编组市域D型车（6辆普通车+1辆商务车+1辆行李车）及4节编组（4辆全部为普通车）市域D型车。